# Albert Taillandier
Pour les articles homonymes, voir Taillandier (homonymie).
Albert Taillandier, né dans le 10e arrondissement de Paris le 8 février 1879 et mort le 27 juillet 1945 à Auzances, est un coureur cycliste français. Il a remporté la médaille d'or de la vitesse lors des Jeux olympiques de 1900 à Paris. Il a également gagné cette année-là le Grand Prix de vitesse de Paris (course lors de l'exposition universelle de 1900).

## Palmarès
- 1900
  -  Champion olympiques de la vitesse individuelle
  - Grand Prix de Paris amateurs

## Liens externes

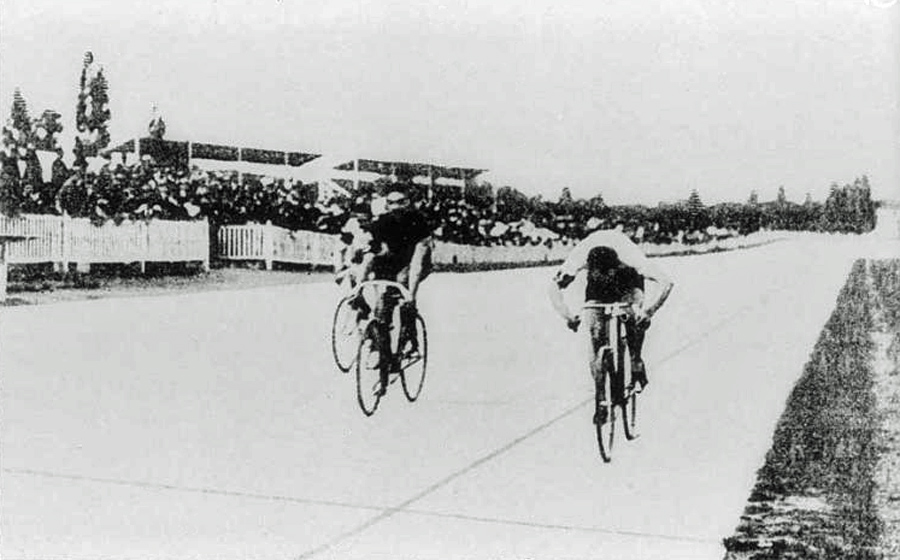
Arrivée de l'épreuve de sprint des Jeux Olympiques de 1900 : Taillandier vainqueur, à droite.